# ألفريد بوسيل
ألفريد بوسيل (بالإنجليزية: Alfred Bussell) ألفريد بيكمور بوسيل (18 أكتوبر 1882 - 21 يونيو 1816)وكان من المستوطنين الأوائل في غرب أستراليا .
ولد ألفريد بوسيل في Portsea، هامبشاير في انكلترا، تلقى تعليمه في كلية وينشستر في انكلترا، ولكن بعد وفاة والده قررت الأسرة الهجرة إلى أستراليا الغربية. أبحر ألفريد بوسيل وثلاثة من أشقائه لغرب أستراليا على متن سفينة في مارس 1830، مع بقية أفراد الأسرة. كان يبلغ فقط ثلاثة عشر عاما من العمر في ذلك الوقت.
في عام 1850، تزوج ألفريد بوسيل إلين Heppingstone، وفي السنة التالية انتقل إلى برودواتر. في عام 1857 انتقلا إلى Ellensbrook عبر نهر مارغريت، كما أنهم حازوا العديد من الأراضي التي امتدت من Cowaramup إلى نهر دونيلي. من 29 يوليو 1872 حتى 30 يونيو 1874، كان ألفريد بوسيل عضو مرشح لمجلس التشريعي الغربية الأسترالية. توفيت زوجته ألفريد بوسيل في عام 1877، كان لديهم ستة أبناء وبنات ثمانية.